# Aleksander Zborowski

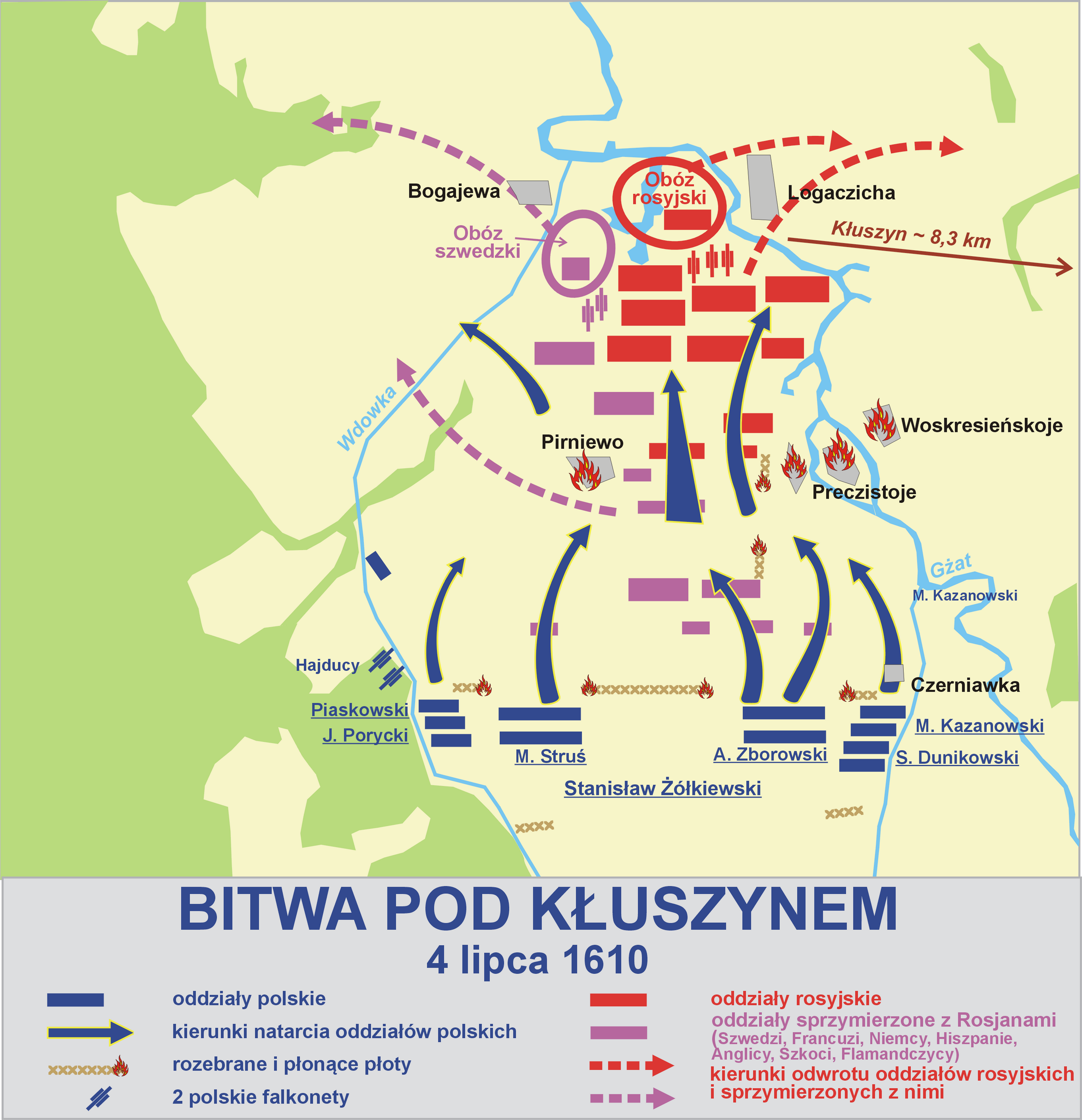
Plan bitwy

Aleksander Zborowski herbu Jastrzębiec (ur. 1570, zm. 1637) – starosta międzyrzecki.
Syn Samuela Zborowskiego i Zofii z Jordanów.
W maju 1609 roku pobił pod Torczycą oddziały niemieckie na służbie rosyjskiej. We wrześniu 1609 roku brał udział w bitwie pod Twerem, w której polskie oddziały dowodzone przez Jana Piotra Sapiehę pokonały armię moskiewsko-szwedzką. 4 lipca 1610 roku w bitwie pod Kłuszynem, w której głównodowodzącym wojsk polskich był hetman polny koronny Stanisław Żółkiewski, Aleksander Zborowski dowodził własnym pułkiem na prawym skrzydle.
W 1631 roku dokonał fundacji dla zakonu karmelitów trzewiczkowych we Lwowie, dzięki której wybudowano drewniany kościół dedykowany Świętym Apostołom Filipowi i Jakubowi, Marcinowi Biskupowi oraz Apolonii i Barbarze. Fundację zabezpieczono na dobrach Komarno.
Był żonaty z Magdaleną z Fredrów herbu Bończa. Miał z nią córki Annę i Konstancję oraz syna Adama Aleksandra, który wstąpił do zakonu jezuitów. W 1637 roku, po śmierci Aleksandra, jego syn Adam Aleksander sprzedał hetmanowi wielkiemu koronnemu Stanisławowi Koniecpolskiemu miasteczko Mikulińce oraz 15 wsi za 250000 złotych polskich.